# Oligopleura fusca
Oligopleura fusca är en fjärilsart som beskrevs av Paul Dognin 1923. Oligopleura fusca ingår i släktet Oligopleura och familjen mätare. Inga underarter finns listade i Catalogue of Life.